# Nabergoj
Nabergoj je priimek več znanih Slovencev:
- Andrej Nabergoj (*1977), ekonomist, podjetnik
- Anja Svetina Nabergoj, ekonomistka
- David Nabergoj (*1962), agronom, gospodarstvenik in politik
- Ivan (Janko) Nabergoj (1835—1902), politik
- Irena Avsenik Nabergoj (*1969), literarna zgodovinarka, religiologinja
- Saša Nabergoj (*1971), umetnostna zgodovinarka, muzealka
- Tadej Nabergoj (*1983), hokejist
- Tomaž Nabergoj, zgodovinar in arheolog, muzealec
- Urška Nabergoj Makovec, farmacevtka